# Église Saint-Pierre de Clermont
L'église Saint-Pierre de Clermont, aujourd’hui démolie, était située sur la partie sud de l'actuelle place Saint-Pierre à Clermont-Ferrand. Son origine remonte au tout début du christianisme à Clermont et elle aurait même servi de cathédrale au Xe siècle. Elle avait pour vocable et patron saint Pierre. Blaise Pascal y a été baptisé en 1623.
Le seul vestige de cet édifice est un linteau représentant le lavement des pieds, qui est aujourd'hui enchâssé dans une façade à l'angle de la rue et de la place des Gras, faisant face à la cathédrale.

## Histoire
L’origine de l'église Saint-Pierre remonte au tout début du christianisme à Clermont. Cette église collégiale aurait même servi de cathédrale au Xe siècle.

### La construction médiévale de l'église
Au XIIIe siècle existent trois faubourgs fortifiés : le quartier du Port à l'est, le quartier autour de l’église Saint-Genès au sud et celui autour de l’église Saint-Pierre à l'ouest.
L'église Saint-Pierre est représentée sur la représentation de la ville de Clermont vers 1450 dans l'Armorial d'Auvergne de Guillaume Revel, et en 1575 dans la vue cavalière de la Ville et cité de Clermont en Auvergne de l'artiste clermontois François Fuzier.

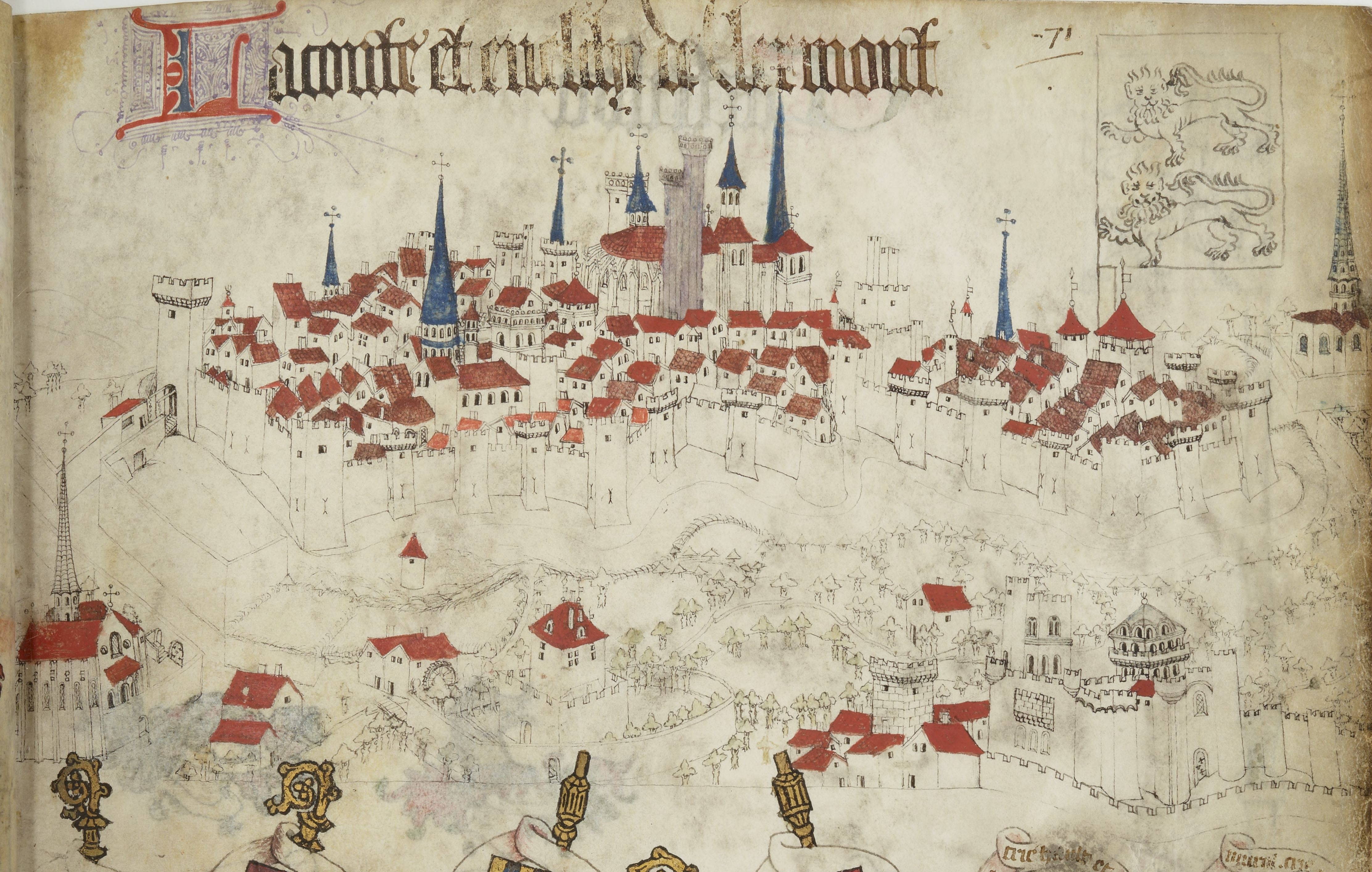
Église Saint-Pierre de Clermont sur la représentation de la ville de Clermont vers 1450 dans l'Armorial d'Auvergne de Guillaume Revel, BnF. (Le nord est en bas. L'église Saint-Pierre est à droite.)
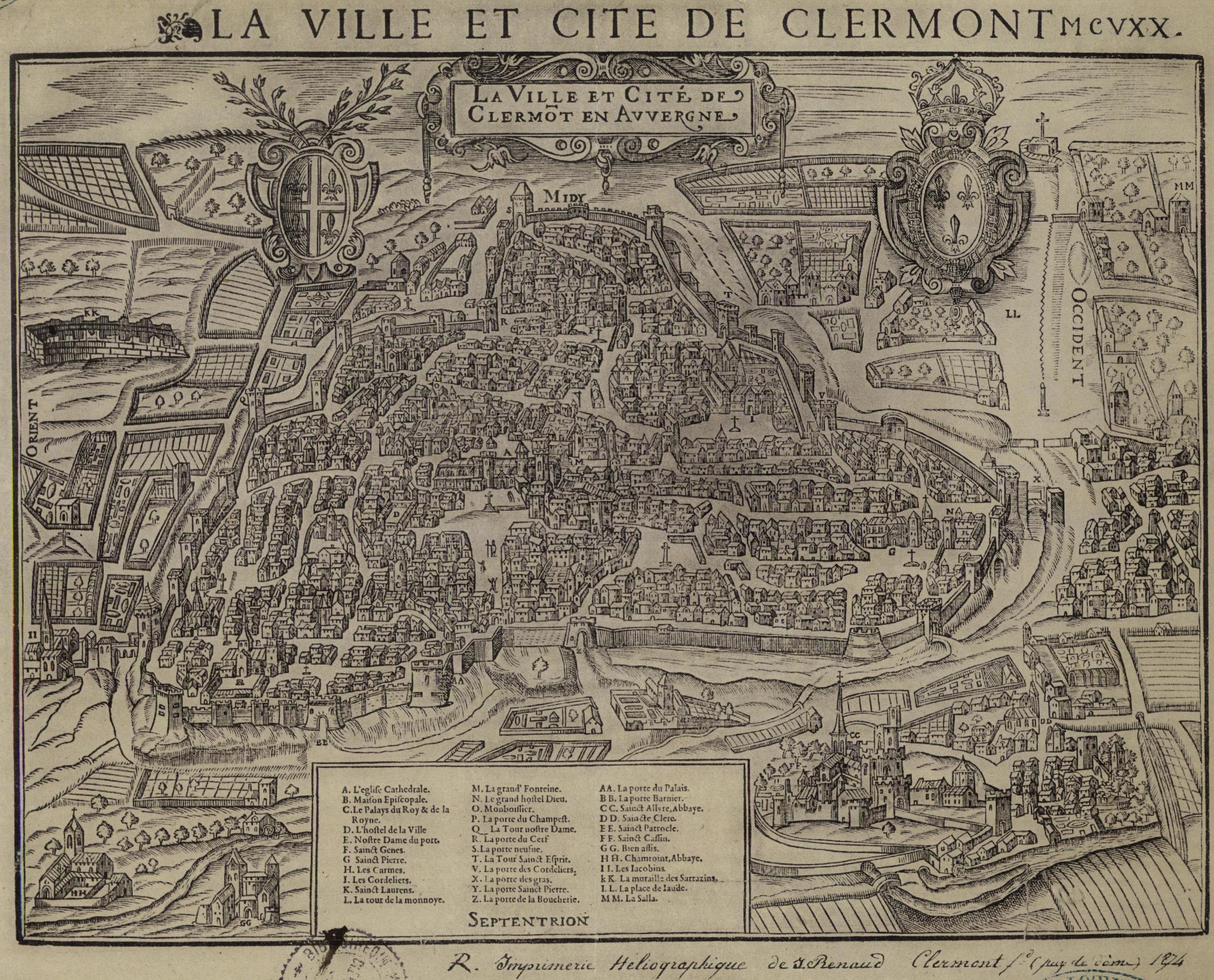
Église Saint-Pierre de Clermont sur le plan de François Fuzier de 1575. (Le nord est en bas. L'église Saint-Pierre est à droite, à la lettre G.)

### Époque moderne
Blaise Pascal a été baptisé dans cette église le 27 juin 1623. L’église Saint-Pierre était en effet la paroisse de la famille Pascal. (Son père, Étienne Pascal (1588-1651), est nommé le 1er janvier 1624 premier échevin de Clermont pour la paroisse Saint-Pierre par l'assemblée générale des habitants.)
Louis Perier (1651-1713), fils de Gilberte Pascal, sœur aînée de Blaise Pascal, a été élu doyen de la collégiale Saint-Pierre en 1686. « A son titre de doyen du chapitre Saint-Pierre, Louis ajoute en févier 1701 celui de chanoine de l'église cathédrale de Clermont. Le cumul des bénéfices étant contraire aux idées de Port-royal, il résigne sa dignité de doyen de Saint-Pierre sans demander de pension viagère à son successeur. À partir de 1710, il se consacre à la conservation des souvenirs pascaliens et prend la suite de sa mère et de son frère aîné mort en 1680 dans le déchiffrement et la copie des écrits de son oncle.

### Période révolutionnaire
Comme l'explique François Hou : 

« tandis que certains chapitres collégiaux protestent avec vigueur contre leur suppression, d’autres saluent l’œuvre religieuse de la Constituante. Pour les chanoines de Saint-Pierre de Clermont, la Constitution civile du clergé ramène l’Église à sa simplicité primitive ; les chanoines dénoncent donc toute « protestation faite ou à faire, sous le nom du Clergé de France [...] contre les Décrets de l’Assemblée Nationale ». »

L'église Saint-Pierre a été démolie en 1796 afin d'agrandir le marché déjà existant. L'église Saint-Genès a aussi été démolie durant cette période. La basilique Notre-Dame-du-Port a également beaucoup souffert de la Révolution : en 1800 la décision est même prise de raser l'édifice pour le remplacer par un marché « aux toiles, au chanvre et aux fils », à la demande des habitants du quartier, mais elle est finalement sauvée par une pétition adressée aux administrateurs du Puy-de-Dôme.

## Architecture
La porte principale de l’église ouvrait au nord.

### Le linteau
Le seul vestige de cet édifice est un linteau représentant le lavement des pieds. Classé à titre objet des monuments historiques en 1910, il est aujourd'hui enchâssé dans une façade de la rue des Gras faisant face à la cathédrale.
Sa forme pentagonale fait de cet élément à la fois un linteau et un arc de décharge. Cette forme, dite en bâtière, fréquent en Auvergne, se retrouve à Notre-Dame-du-Port (portail sud) à Clermont-Ferrand, ou à l'abbaye de Mozac (cour sud).
La porte principale de l’église ouvrait au nord et ce linteau en était sans doute le principal ornement.

L'historienne d'art Anne Courtillé en donne la description suivante : 

« Le Christ, un genou à terre, lave les pieds de saint Pierre, le patron de l’édifice.
Pour la première fois, Jean, l’évangéliste qui décrit la scène (ch.13), met explicitement la mort de Jésus sous le signe de son amour pour les siens et l’inscription « DILIGAMUS NOS INVICEM» (« aimons-nous les uns les autres ») le rappelle.
La scène est un très beau spécimen de la sculpture romane en Auvergne avec cette composition symétrique, centrée sur le groupe du Christ et de Pierre et ces personnages dont les têtes sont légèrement disproportionnées par rapport aux corps, que dissimulent des drapés à légers bourrelets, avec plis concentriques ou en éventail (noter l’étoffe sur le bras du Christ). Les visages enfin sont plutôt stéréotypés malgré les systèmes pileux différents (notamment cheveux en calotte avec une raie médiane).
L’artiste auvergnat adore aussi les clins d’œil : derrière saint Pierre, pour attirer l’attention, le premier apôtre désigne son pied avec ostentation. Les jeux de lignes sont aussi étonnants : mains sur le cœur, bras rectilignes à droite créant une symétrie avec le phylactère à gauche. »

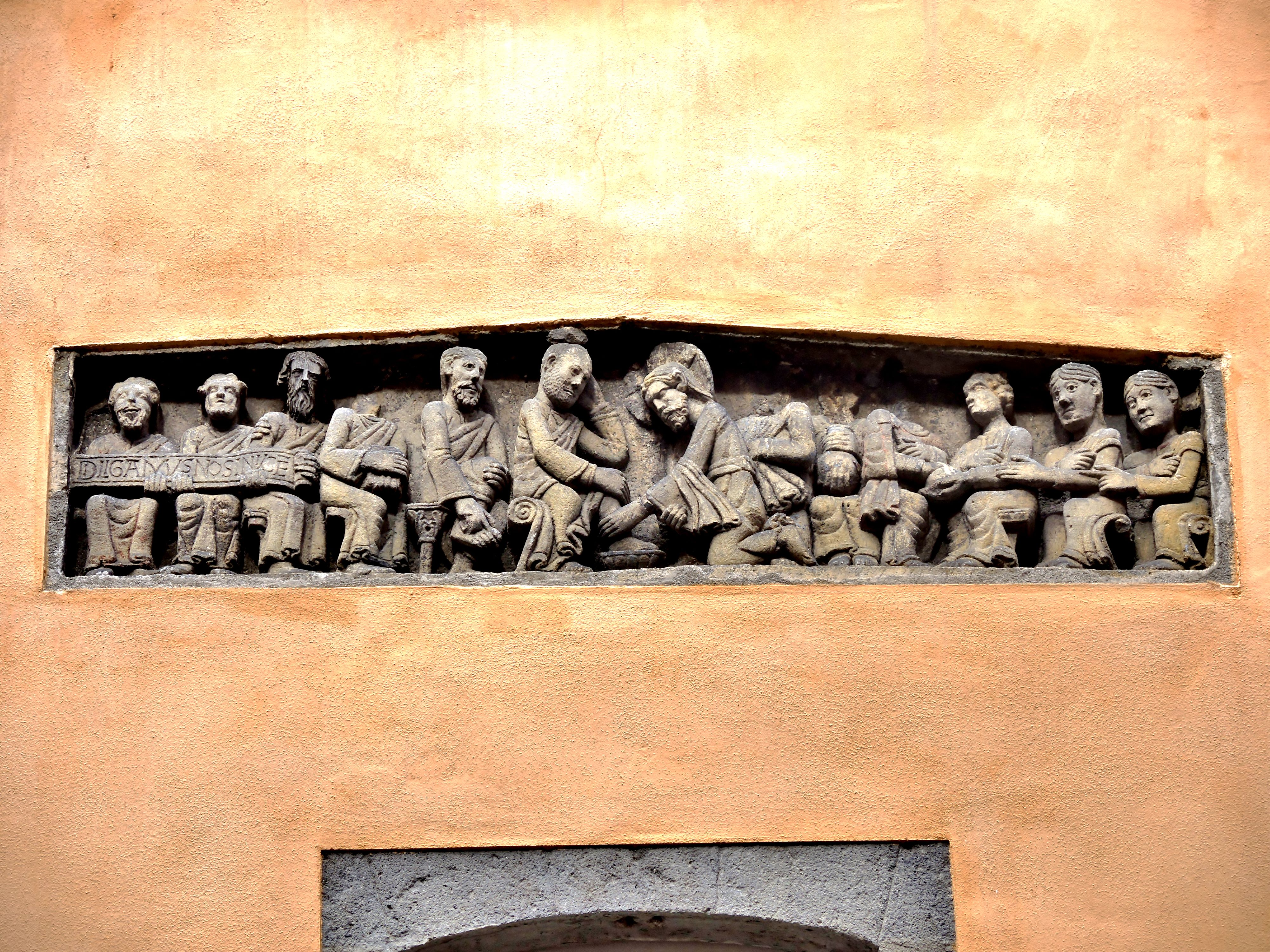
Linteau sculpté du XIIe siècle de l'église Saint-Pierre, aujourd'hui encastré dans une façade de la rue des Gras faisant face à la cathédrale. Scène du Lavement des pieds.
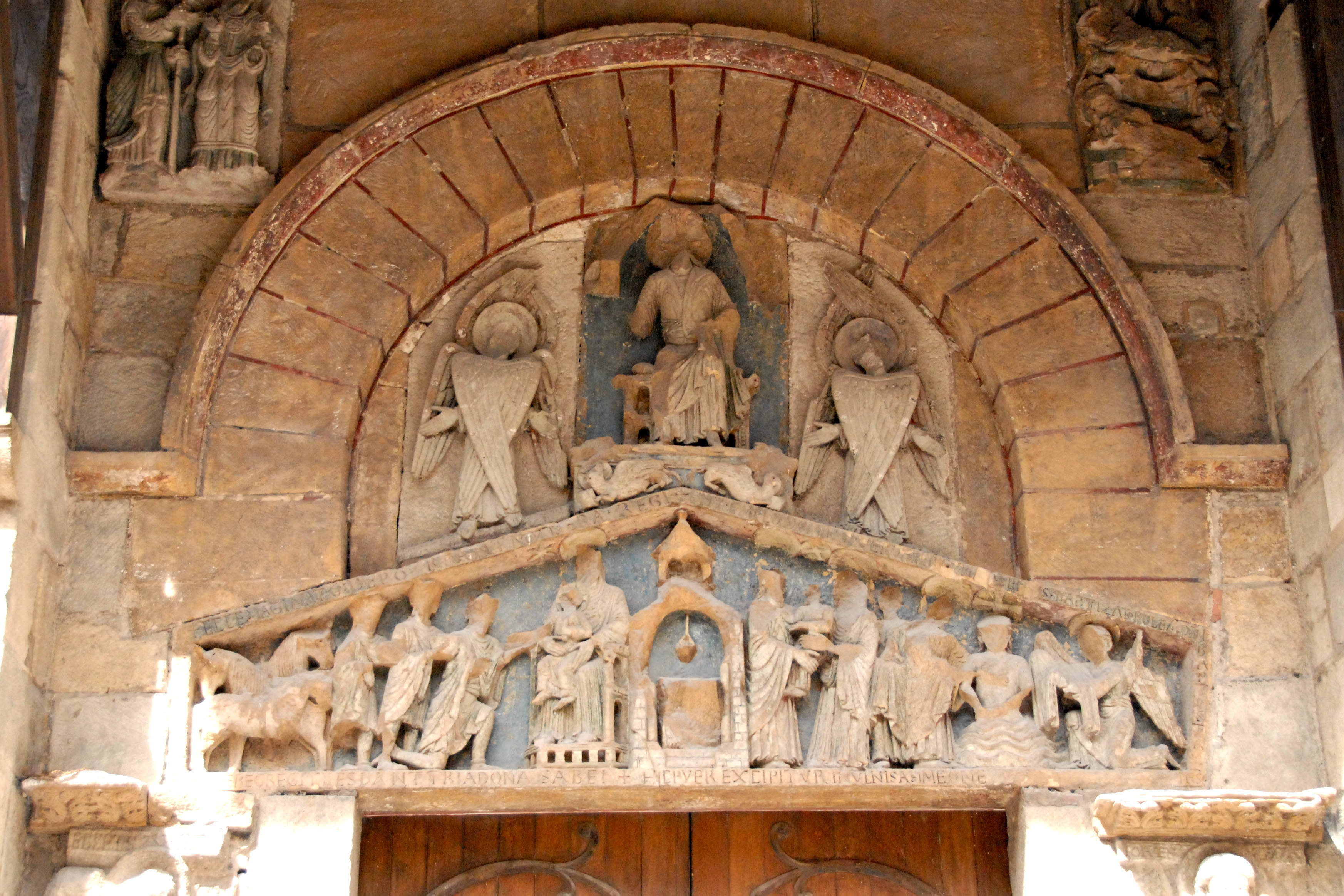
Portail sud de la basilique Notre-Dame-du-Port de Clermont-Ferrand.
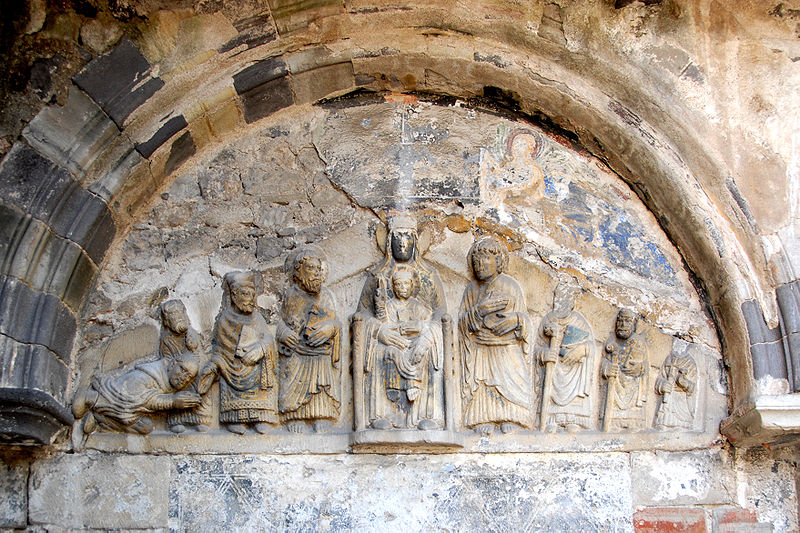
Linteau de l'Hommage (dernier vestige roman du cloître de l'abbaye de Mozac).

## Personnalités liées à l'église Saint-Pierre

### Doyens
- Guillaume de La Tour d'Oliergues (mort le 22 mai 1404), ecclésiastique français, a été doyen de Saint-Pierre.

### Chanoines
- Jean-Baptiste-Benoît Monestier (1745-1820), homme d'Église puis un homme politique français, frère de Michel Monestier, maire de Clermont-Ferrand de 1792 à 1794, a occupé la charge de chanoine du chapitre de Saint-Pierre.

### Divers
- Blaise Pascal (1623-1662), mathématicien, physicien, inventeur, philosophe, moraliste et théologien français né à Clermont le 19 juin 1623, a été baptisé en l'église Saint-Pierre le 27 juin 1623.